# De Juffer
De Juffer is een korenmolen in het Drentse Gasselternijveen.
De molen werd oorspronkelijk in 1841 gebouwd in het dorp zelf. De oude molen werd in 1963 afgebroken, hierbij gingen veel van de oorspronkelijke onderdelen verloren. Met de stenen van de oude molen en vele onderdelen van gesloopte molens uit het noorden van Nederland werd tussen 1968 en 1971 de molen even buiten het dorp aan de Hunze weer opgebouwd. De molen kreeg als gevolg van een rekenfout een nog slankere vorm dan de oorspronkelijke molen had. Mede hierdoor kreeg de molen later de naam De Juffer. De begane grond van de molen heeft ook jarenlang als trouwzaal dienst gedaan. De molen is uitgerust met een koppel maalstenen. Vrijwillige molenaars zetten de molen regelmatig in werking.
De molen werd in 1985 ingeschreven als rijksmonument in het monumentenregister.

## Zie ook

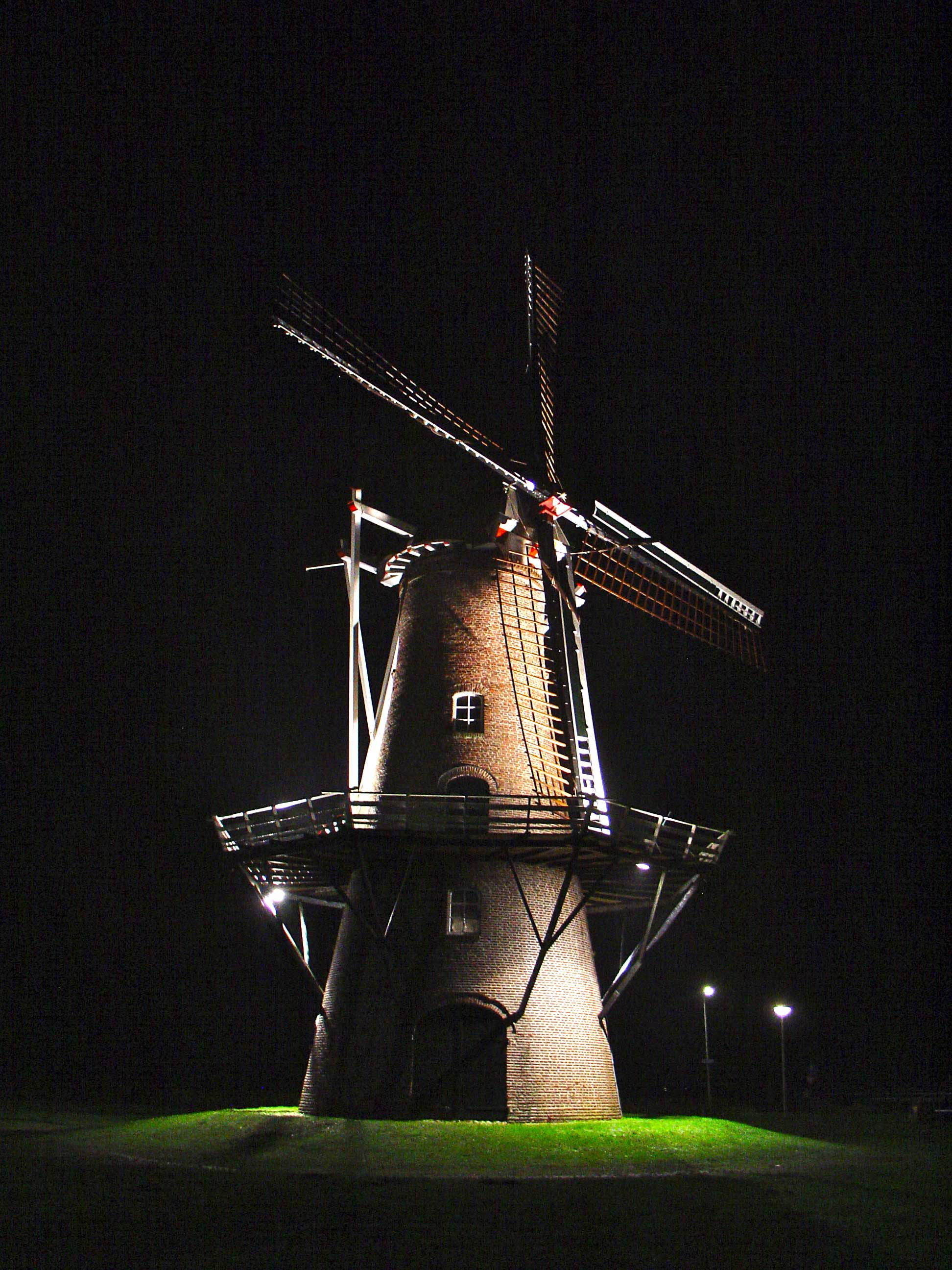
De Juffer bij avond